# آدم ويليس
آدم ويليس (بالإنجليزية: Adam Willis)‏ (21 سبتمبر 1976 في المملكة المتحدة - ) هو لاعب كرة قدم بريطاني في مركز الدفاع. لعب مع سويندون تاون وكوفنتري سيتي ونادي بيرتن ألبيون ونادي كيدرمينستر هاريرز لكرة القدم ونادي مانسفيلد تاون وهنكلي يونايتد ‏.

## وصلات خارجية
- آدم ويليس على موقع قاعدة بيانات كرة القدم.إي يو (الإنجليزية)
- آدم ويليس على موقع Soccerbase.com (لاعب) (الإنجليزية)